# Albion San Diego
El Albion San Diego es un equipo de fútbol de Estados Unidos que juega en la National Independent Soccer Association, la tercera división nacional.

## Historia
Fue fundado en el año 2015 en la ciudad de San Diego, California con el nombre Albion SC Pros como miembro de la NPSL iniciando en la temporada 2016.
Durante su estancia en la liga jugó en cinco temporadas en las que ganó dos títulos divisionales, accedio a playoffs en cuatro de esas temporadas y en 2017 participó por primera vez en la US Open Cup en donde fue eliminado en la primera ronda.
El 15 de diciembre de 2021 el Albion anunció que se fusionaría con el San Diego 1904 FC de la NISA luego de que el club perdiera la mayor parte de sus recursos financieros. El nuevo club jugaría en la NISA como Albion San Diego desde la temporada 2022.

## Temporadas
| Año  | División | Liga | Récord                                          | Temporada Regular                               | Playoffs                                        | US Open Cup                                     |
| ---- | -------- | ---- | ----------------------------------------------- | ----------------------------------------------- | ----------------------------------------------- | ----------------------------------------------- |
| 2016 | 4        | NPSL | 8–0–4                                           | 1°, West-Southwest                              | Final Regional                                  | Inelegible                                      |
| 2017 | 4        | NPSL | 11–4–1                                          | 4°, West-Southwest                              | Primera Ronda Regional                          | Primera Ronda                                   |
| 2018 | 4        | NPSL | 9–2–1                                           | 1°, West-Southwest                              | 1/4 de Final Regional                           | Inelegible                                      |
| 2019 | 4        | NPSL | 12–5–1                                          | 3°, West-Southwest                              | Semifinal Nacional                              | Inelegible                                      |
| 2020 | 4        | NPSL | Temporada cancelada por la Pandemia de Covid-19 | Temporada cancelada por la Pandemia de Covid-19 | Temporada cancelada por la Pandemia de Covid-19 | Temporada cancelada por la Pandemia de Covid-19 |
| 2021 | 4        | NPSL | 2–5–3                                           | 4°, West-Southwest                              | No clasificó                                    | Cancelada                                       |